# Тези про Феєрбаха

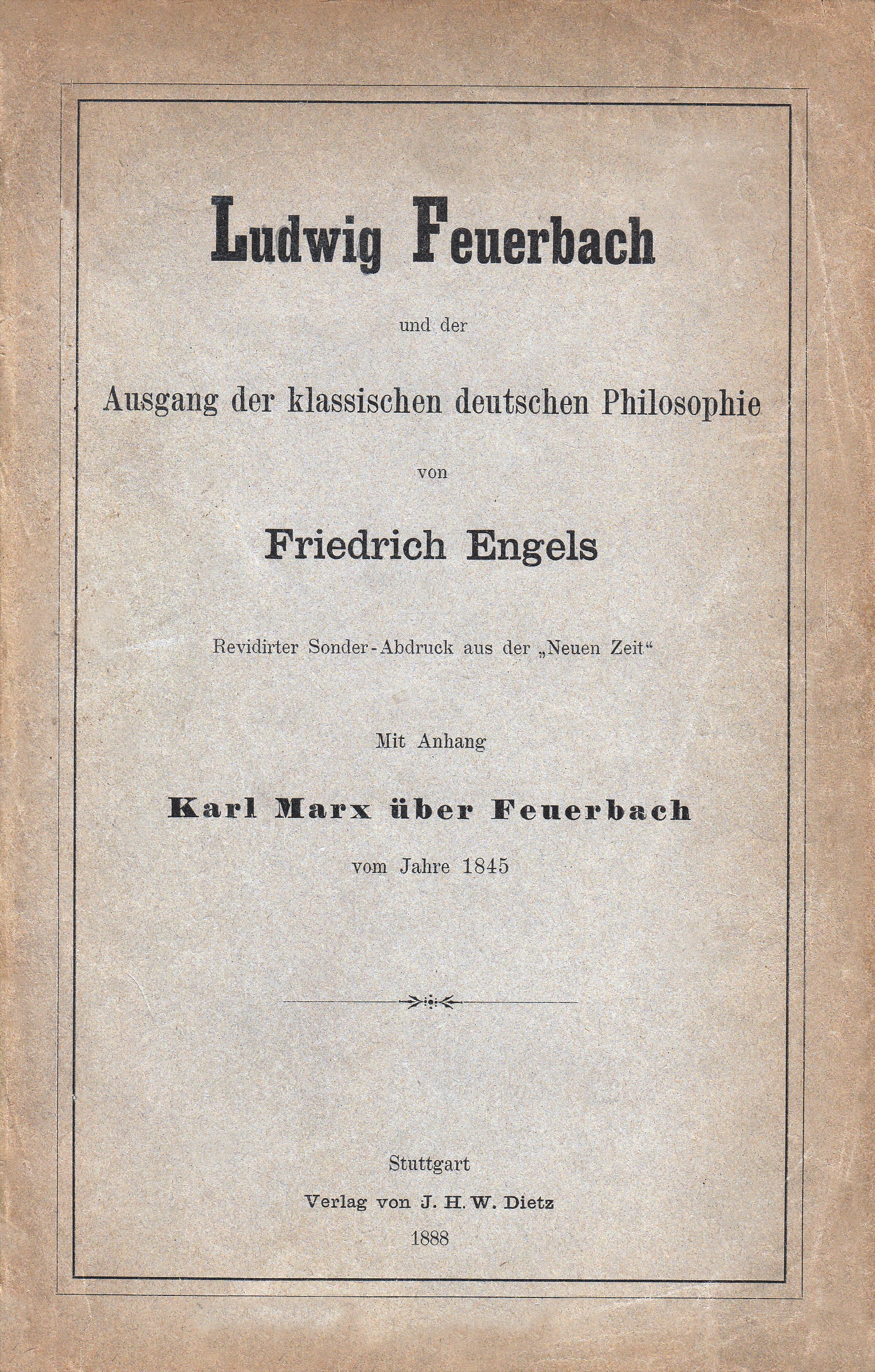
Обкладинка твору Фрідріха Енгельса «Людвіг Феєрбах і кінець німецької класичної філософії», в якому вперше були видані тези

Тези про Феєрбаха (нім. Thesen über Feuerbach) — одинадцять філософських нотаток, написаних німецьким філософом й економістом Карлом Марксом 1845 року. Містять стислий виклад критики ідей філософа-геґеліянця Людвіга Феєрбаха (1804–1872).
За змістом «Тези про Феєрбаха» наслідують «Німецьку ідеологію». Маркс стисло формулює кардинальні положення нової філософії. Центральною ідеєю твору є розробка наукового розуміння практики, що вимагала матеріалістичного розуміння історії. Основними положеннями такого розуміння є:
- характеристика суспільного життя як переважно практичного;
- розуміння того, що людина породжена власною працею, а за сутністю являє собою сукупність суспільних відносин;
- аналіз залежності ідеологічних явищ (наприклад, релігії) від умов існування і розвитку суспільства.

### Цитата

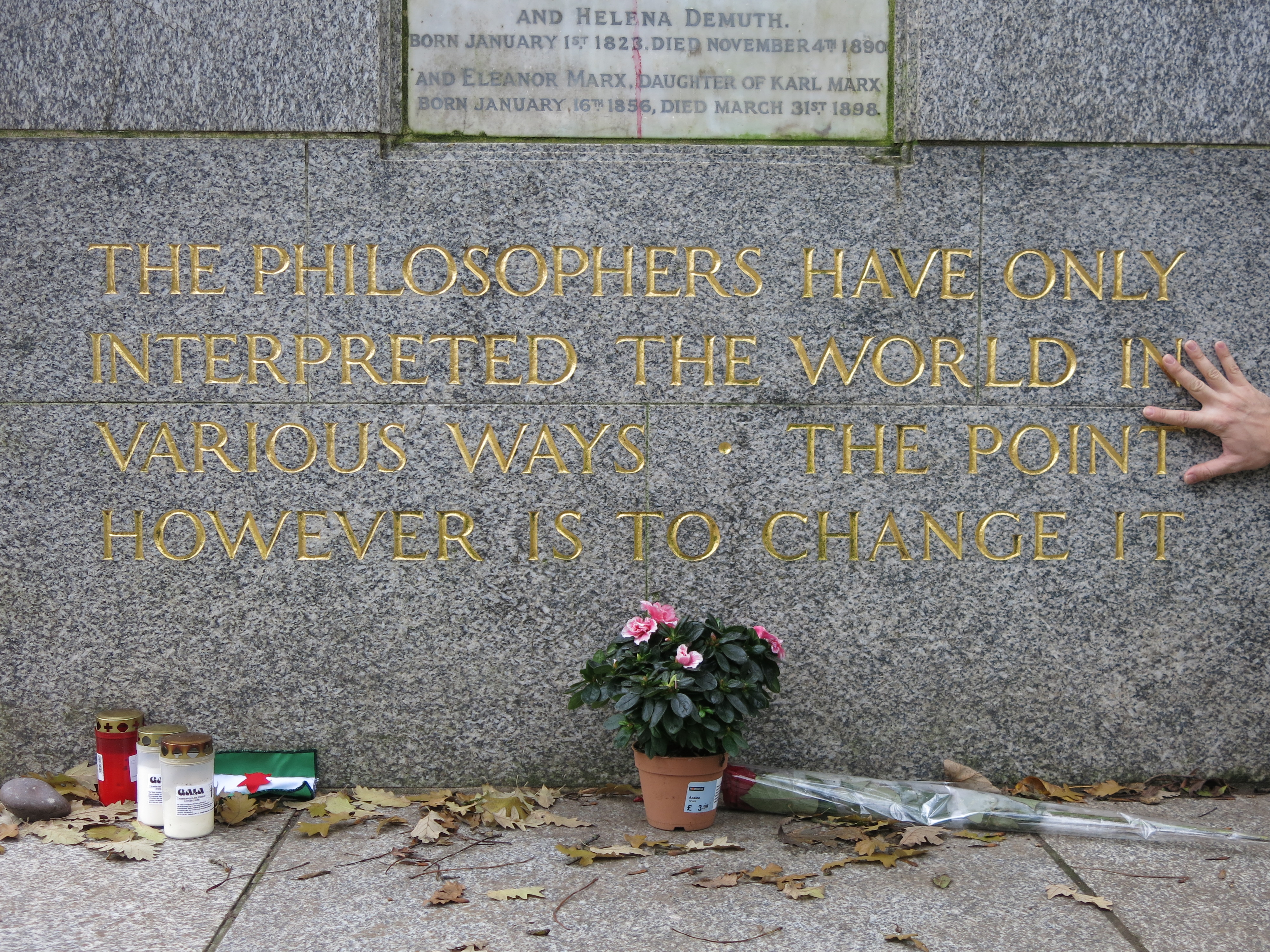
Цитата на могилі Маркса

|  | 11. Філософи тільки по-різному пояснювали світ, але справа полягає в тому, щоб змінити його. |

## Первинне джерело
- Текст «Тез про Фейєрбаха» (Київ: Партвидав ЦК КП(б)У, 1936)